# Aphamartania flavipennis
Aphamartania flavipennis là một loài ruồi trong họ Asilidae. Aphamartania flavipennis được Macquart miêu tả năm 1846. Loài này phân bố ở vùng Tân nhiệt đới.